# Фестиваль Fantasporto 2012 года
32-й фестиваль фантастических фильмов «Fantasporto» (порт. XXXII Festival Internacional de Cinema Fantástico - Mostra de Cinema Fantástico) проходил с 20 февраля по 4 марта 2012 года в городе Порту (Португалия).

## Лауреаты
- Лучший фильм — «2016: Конец ночи» (режиссёр Тим Фельбаум)
- Лучший актёр — «Истребитель зомби» (Алексис Диас де Вильегас)
- Лучшая актриса — «2016: Конец ночи» (Ханна Херцшпрунг)
- Лучший режиссёр — «Владение» (Сьюзэн Джейкобсон)
- Лучший сценарий — «Истребитель зомби» (Алехандро Бругес
- Лучшие спецэффекты — «Ева: Искусственный разум» (Кике Маильо)
- Лучший короткометражный фильм — «Lizard Girl» (Линси Миллер) и «Colour Bleed» (Peter Szewczyk)
- Специальная премия жюри — «A Moral Conjugal» (Артур Серра Араужо)
- Премия режиссёрской недели — «Аве» (Константин Божанов)
- Премия режиссёрской недели, особое упоминание — «Лена» (Кристоф Ван Ромпай)
- Приз критиков — «Оборотни Арги» (Хуан Мартинеc Морено)
- Зрительский приз — «Истребитель зомби» (Алехандро Бругес)